# Onyx (řeka)
Onyx je řeka v Rossově dependenci v Antarktidě. Se svými 30 km je to nejdelší řeka na kontinentě.

## Průběh toku
Protéká západním směrem přes údolí Wright z ledovce Wright Lower do jezera Vanda. Směřuje od oceánu, od něhož je oddělena ledovcem. Má několik přítoků.

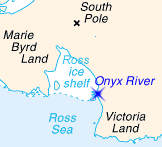
poloha řeky na mapě

## Vodní režim
Voda v řece teče několik měsíců během antarktického léta, po zbytek roku řeka vysychá. Její průtok značně kolísá.

## Využití
Podél jejího toku je rozmístěno několik meteorologických stanic. V řece nežijí žádné ryby, ale pouze mikroorganismy.